# Священні дуби караїмів
Свяще́нні дуби́ караї́мів. 28 священних дубів на території караїмського кладовища Балта-Тиймез, що знаходиться на околицях печерного міста Чуфут-Кале, Бахчисарайський район, Крим. Є 13 живих і 15 всохлих дерев. Середня висота дерев — 10 м, середній обхват стовбура — близько 2 м. Вік 200 або більше років. В даний час дані дуби — діюча святиня караїмського народу. Отримали статус ботанічної пам'ятки природи в 2011 р. з ініціативи Київського еколого-культурного центру.

## Ресурси Інтернету
- Фотогалерея самых старых и выдающихся деревьев Украины

## Виноски
1. 1 2   Шнайдер С. Л., Борейко В. Е., Стеценко Н. Ф. 500 выдающихся деревьев Украины. — К.: КЭКЦ, 2011. — 203 с.